# Сульфид свинца(IV)
Сульфид свинца(IV) — бинарное неорганическое соединение металла свинца и серы с формулой PbS2, красно-коричневого цвета.

## Получение
- Сплавление сульфида свинца(II) с серой при повышенном давлении[1]:

{\displaystyle {\mathsf {PbS+S\ {\xrightarrow {>600^{o}C,p}}\ PbS_{2}}}}

## Физические свойства
Сульфид свинца(IV) образует красно-коричневые кристаллы нескольких модификаций:
- гексагональная сингония, параметры ячейки a = 0,389 нм, c = 0,591 нм;
- тетрагональная сингония, параметры ячейки a = 0,610 нм, c = 0,748 нм, Z = 4 [1].

Сульфид свинца(IV) — полупроводник p-типа.